# کارلوس سیوکاتی
کارلوس سیوکاتی (انگلیسی: Carlos Sciucatti؛ زادهٔ ۷ ژانویهٔ ۱۹۸۶) بازیکن فوتبال اهل آرژانتین است.
از باشگاه‌هایی که در آن بازی کرده‌است می‌توان به باشگاه اتلتیکو ایندپندینته اشاره کرد.